# Esteban García de Alba
Esteban García de Alba (* 1887; † 1959) war ein mexikanischer Botschafter.

## Leben
Von 1946 bis 1952 war Esteban García de Alba Generaldirektor der Pensionskasse.
| Vorgänger                      | Amt                                                                      | Nachfolger           |
| ------------------------------ | ------------------------------------------------------------------------ | -------------------- |
| Julio Madero González          | Mexikanischer Botschafter in Bogotá 11. Mai 1932 bis 19. Dezember 1932   | Óscar E. Duplán      |
| Luis Gutiérrez Otero Castañeda | Mexikanischer Botschafter in Caracas 24. Juli 1933 bis 31. Dezember 1934 | Miguel Alonzo Romero |